# Zakłady Azotowe Puławy
Grupa Azoty Zakłady Azotowe "Puławy" S.A. – é uma fábrica química polaca sediada em Puławy que se dedica à produção de grande volume de adubos de azoto (nitrato de amónio, ureia, RSM (solução de nitrato e ureia), sulfato de amónio), sendo igualmente um dos maiores fabricantes de melamina do mundo e a maior empresa do setor de Grande Síntese Química da Polónia. A sociedade produz também a caprolactama, o peróxido de hidrogénio, Noxy (RedNox) e os gases técnicos.

## Sobre a nossa sociedade
A Grupa Azoty Zakłady Azotowe "Puławy" S.A. encontra-se inscrita no Registo Comercial (Krajowy Rejestr Sądowy) sob o número 0000011737.
Dados de registo:
- REGON: 430528900,
- NIF: 7160001822.

O capital social é de 191 150 000 zlotys e está dividido em 19 115 000 ações.
A estrutura de accionariado, no meio de 2012 apresentava-se da seguinte forma:
- Estado Polaco - 50,67%
- Kompania Węglowa S.A. – 9,90%
- Zbigniew Jakubas e entidades associadas – 5,16%
- ING OFE – 5,01%

## História

### Época da República Popular

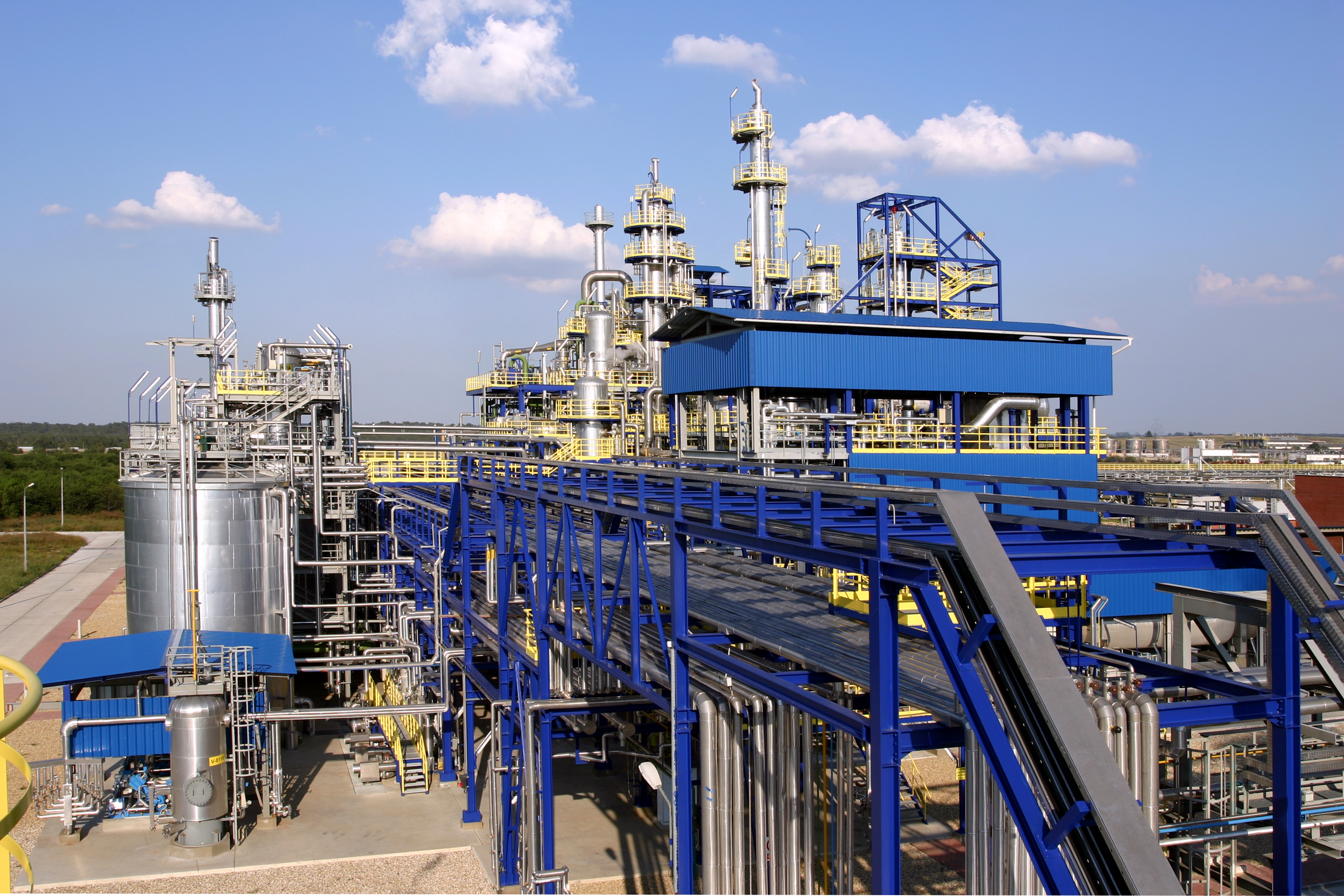
Instalações de produção na Zakłady Azotowe "PUŁAWY" S.A.

A decisão relativa à construção de uma fábrica de adubos em Puławy foi tomada a 19 de dezembro de 1960. A fábrica foi construída em 5 anos. A 4 de junho de 1966 arrancou a produção de amoníaco e de ureia. Nos anos de 1967-1970 foi iniciada a produção do dióxido de carbono e do gelo-seco.
Em 1970 foi tomada a decisão relativa à produção de caprolactama, enquanto que nos anos de 1975 a 1977 foi construída a primeira linha de produção da melamina.
Nos anos 80 do séc. XX registou-se um progresso na diminuição de poluição produzida pela Sociedade. Entre outros foi construída a estação de tratamento de águas residuais na linha de produção de caprolactama. Em simultâneo desenvolveu-se a oferta de adubos – foi implementado o primeiro adubo de dois componentes – solução de nitrato e ureia - RSM.

## III República da Polónia
A 1 de setembro de 1992 a empresa transformou-se numa sociedade pertencente ao Tesouro Nacional adaptando o nome atual. A 14 de novembro de 1995 foi iniciada a linha de produção do peróxido de hidrogénio. A 15 de dezembro de 1998 arrancou a instalação de produção do perborato de sódio. Além disso foram substituídas e modernizadas as antigas linhas tecnológicas de ureia e de amoníaco.
Nos anos de 2000-2004, em cooperação com a empresa Eurotecnica, arrancaram mais duas linhas de produção de melamina, pelo que a nossa Sociedade conseguiu a participação em 10% na produção mundial deste composto químico.
Até 2005 o Tesouro Nacional foi proprietário da sociedade, possuindo 99,99% das suas ações. Em 2005 a empresa foi privatizada através da emissão de ações na Bolsa de Valores de Varsóvia, continuando o Estado o proprietário da participação de controlo.
A 30 de outubro de 2007 foi constituída a Zona Económica Especial Starachowice – Subzona de Puławy. A Subzona de Puławy está localizada na área de Zakłady Azotowe "Puławy" S.A. no território do Parque Industrial de Puławy, ocupando a superfície de 99 ha. Em 2008 à Zakłady Azotowe "Puławy" S.A. foi concedida a permissão do exercício da atividade económica no território da Zona Económica Especial, relativa ao investimento que visava aumentar a capacidade de produção de ureia em cerca de 270 mil toneladas/ano e de Ad Blue até 100 mil toneladas/ano. No mesmo ano, à sociedade Air Liquide foi concedida a permissão de atividade comercial no território da Zona Económica Especial, no âmbito da produção de gases técnicos para satisfazer as necessidade de Zakłady Azotowe "Puławy" S.A. e de outros clientes. Estes investimentos foram concluídos em 2010.
Em 2011 a sociedade adquiriu 98,43% das participações de Gdańskie Zakłady Nawozów Fosforowych "Fosfory" sp. z o.o.(Fábrica de Adubos Fosfóricos), alargando a sua oferta com os adubos fosfóricos e as misturas de adubos. 
Em 2012 a sociedade adquiriu 85% das participações da fábrica de produtos químicos Adipol-Azoty S.A., alargando a sua oferta com entre outros, o nitrato de potássio,  nitrato de cálcio e aditivos químicos para alimentos. 

## Direção

### Conselho de Administração
- Jacek Janiszek – Presidente do Conselho de Administração
- Krzysztof Homenda – Vogal
- Paweł Owczarski - Vogal
- Izabela Małgorzata Świderek - Vogal
- Andrzej Skwarek - Vogal

### Conselho Fiscal
- jacek Nieścior– Presidente do Conselho Fisca
- Maciej Marzec – Membro do Conselho Fiscal
- Wiktor Cwynar – Secretário do Conselho Fiscal
- Józef Jacek Wójtowicz- Membro do Conselho Fiscal
- Grzegorz Mandziarz - Membro do Conselho Fiscal
- Krzysztof Bednarz - Membro do Conselho Fiscal

## Capacidade de Produção

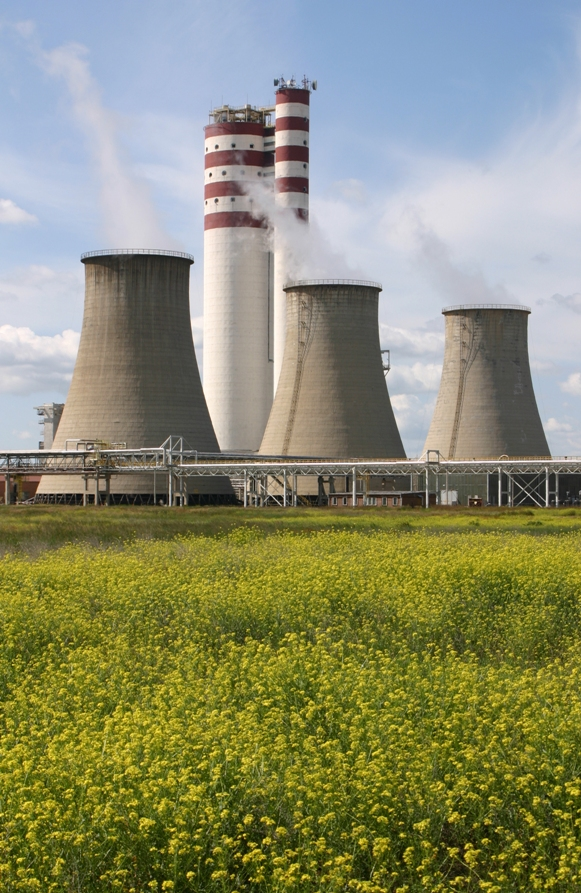
Vista para Zakłady Azotowe em Puławy

A capacidade de produção anual de Zakłady Azotowe em 2011 apresentava-se da seguinte forma:
- ureia - 1 215 000 toneladas
- nitrato de amónio - 1 103 850 toneladas
- RSM - 1 000 000 toneladas
- sulfato de amónio - 156 000 toneladas
- AdBlue - 100 000 toneladas
- melamina - 92 000 toneladas
- caprolactama - 70 000 toneladas
- peróxido de oxigênio - 10 000 toneladas
- dióxido de carbono condensado - 74 250 toneladas

## Estrutura de organização

### Entidades dependentes
- Gdańskie Zakłady Nawozów Fosforowych "Fosfory" Sp z o.o. - 98,45% (percentagem de participação na Sociedade)[11][12]
- Azoty-Adipol S.A. – produção de adubos e de produtos qúmicos, serviços de logística - 85,00%[13][14]
- Prozap Sp z o.o. – serviços de engenharia - 84,69%
- Remzap Sp z o.o. – serviços de reabilitação - 94,61%
- Medical Sp.z o.o. – serviços de saúde - 91,41%
- Jawor Sp z o.o. – serviços hoteleiros - 99,96%
- Sto-Zap Sp z o.o. – serviços de catering - 96,15%
- Melamina III Sp z o.o. – projeto energético - 100,00%

### Entidades associadas
- BBM Sp z o.o. – terminal de exportação marítimo - 50,00%
- CTL Kolzap Sp z o.o. – serviços ferroviários - 49,00%
- Navitrans Sp.z o.o. – serviços de expedição - 26,45%
- Technochimservis – serviços comerciais - 25,00%

## Clubes Desportivos

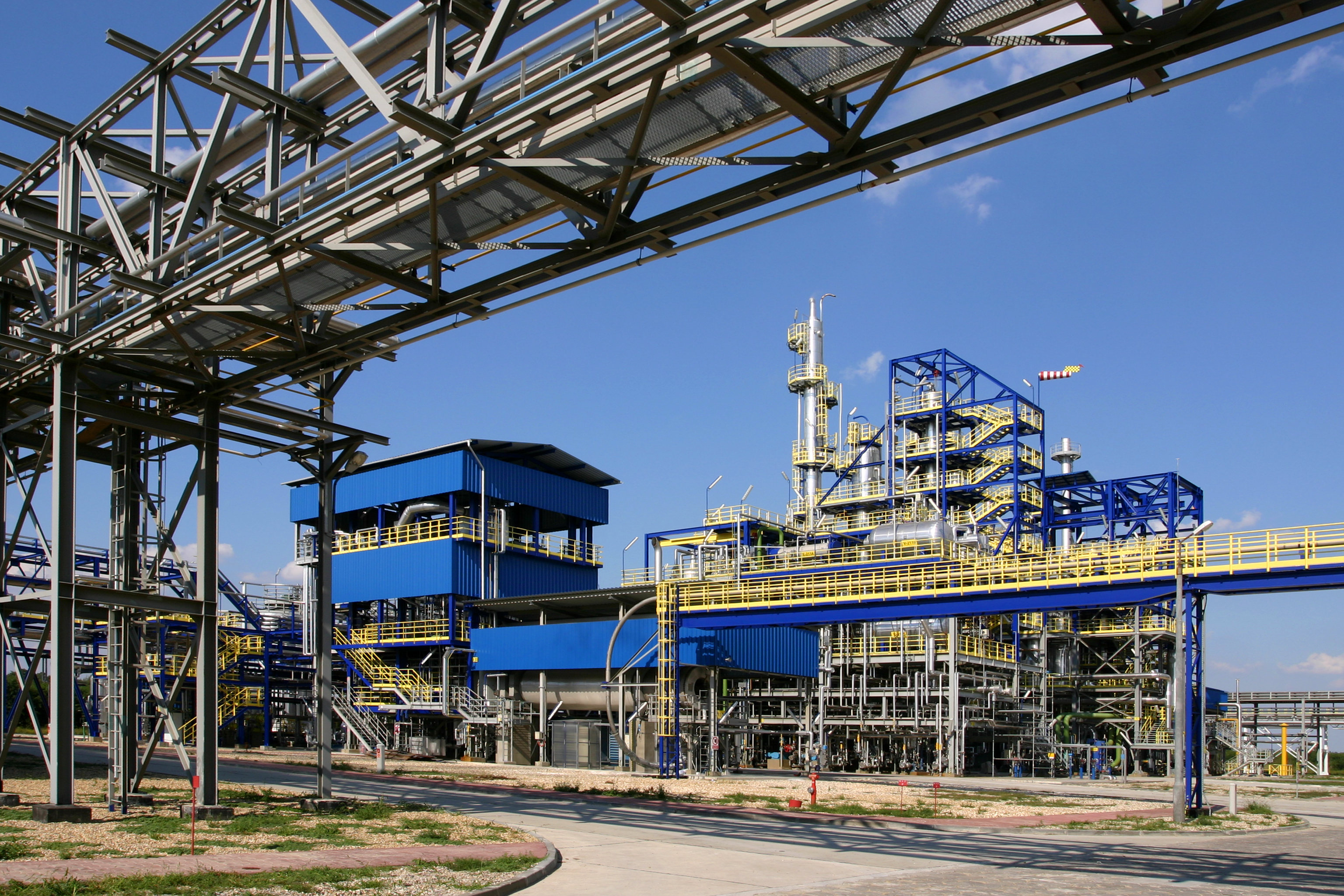
Instalações de produção na Zakłady Azotowe "PUŁAWY" S.A.

De momento a Zakłady Azotowe em Puławy patrocina o clube de andebol Azoty-Puławy criado em 2003 na sequência da divisão do clube Wisła Puławy, que participa na Superliga de Homens PGNiG. Apoia igualmente o clube desportivo multidisciplinar Wisła Puławy, cujo representante é o nadador Konrad Czerniak. Os futebolistas deste clube, na temporada 2010/2011 conseguiram a promoção para a II Liga.

## Anotações
1. ↑  Acionariado de Zakłady Azotowe em Puławy  Arquivado em 7 de agosto de  2007, no Wayback Machine. 14.05.2012, 14:00.
2. ↑  «História da Criação de Zakłady Azotowe "Puławy" S.A. - anos 60.». Consultado em 22 de novembro de 2012. Arquivado do original em 19 de junho de 2008
3. ↑  «História da Criação de Zakłady Azotowe "Puławy" S.A. - anos 70.». Consultado em 22 de novembro de 2012. Arquivado do original em 12 de novembro de 2007
4. ↑  «História da Criação de Zakłady Azotowe "Puławy" S.A. - anos 80.». Consultado em 22 de novembro de 2012. Arquivado do original em 12 de novembro de 2007
5. ↑  «História da Criação de Zakłady Azotowe "Puławy" S.A. - anos 90..». Consultado em 22 de novembro de 2012. Arquivado do original em 12 de novembro de 2007
6. ↑  História da Criação de Zakłady Azotowe "Puławy" S.A. – depois de 2000. Arquivado em 12 de novembro de  2007, no Wayback Machine..
7. ↑  Relatório corrente n.º32/2008 Arquivado em 2012-12-21 na Archive.today.
8. ↑  Relatório corrente n.º10/2011 Arquivado em 2012-12-21 na Archive.today.
9. ↑  Relatório corrente n.º1/2012[ligação inativa].
10. ↑  Em conformidade com as informações divulgadas na página oficial da Sociedade Arquivado em 23 de dezembro de  2012, no Wayback Machine..
11. ↑  "Dziennik Bałtycki": "Puławy" tem a decisão positiva de UOKiK para a aquisição de "Fosfory" 31.05.2012, 14:00.
12. ↑  Wnp.pl: ZA "Puławy" adquiriu Gdańskie "Fosfory" 31.05.2012, 14:00.
13. ↑  Forsal.pl: ZA "Puławy" fechou a transação de aquisição de ações da Azoty-Adipol por 44,7 milhões de zlotys 31.05.2012, 14:00.
14. ↑  Wnp.pl: Azoty-Adipol já está nas mãos da ZA "Puławy" 31.05.2012, 14:00.
15. ↑  Polska The Times: A Zakłady Azotowe de Puławy vai apoiar o clube de andebol  14.05.2012, 14:00.
16. ↑  "Dziennik Wschodni": Konrad Czerniak receberá em breve do clube Wisły Puławy a oferta de um novo contrato Arquivado em 2012-08-01 na Archive.today 14.05.2012, 14:00.
17. ↑  MMPuławy.pl: A Zakłady Azotowe patrocinará o clube Wisła Puławy. Giza e Nowak seduzidos por outros clubes y[ligação inativa] 14.05.2012, 14:00.